# Orlogsværftet

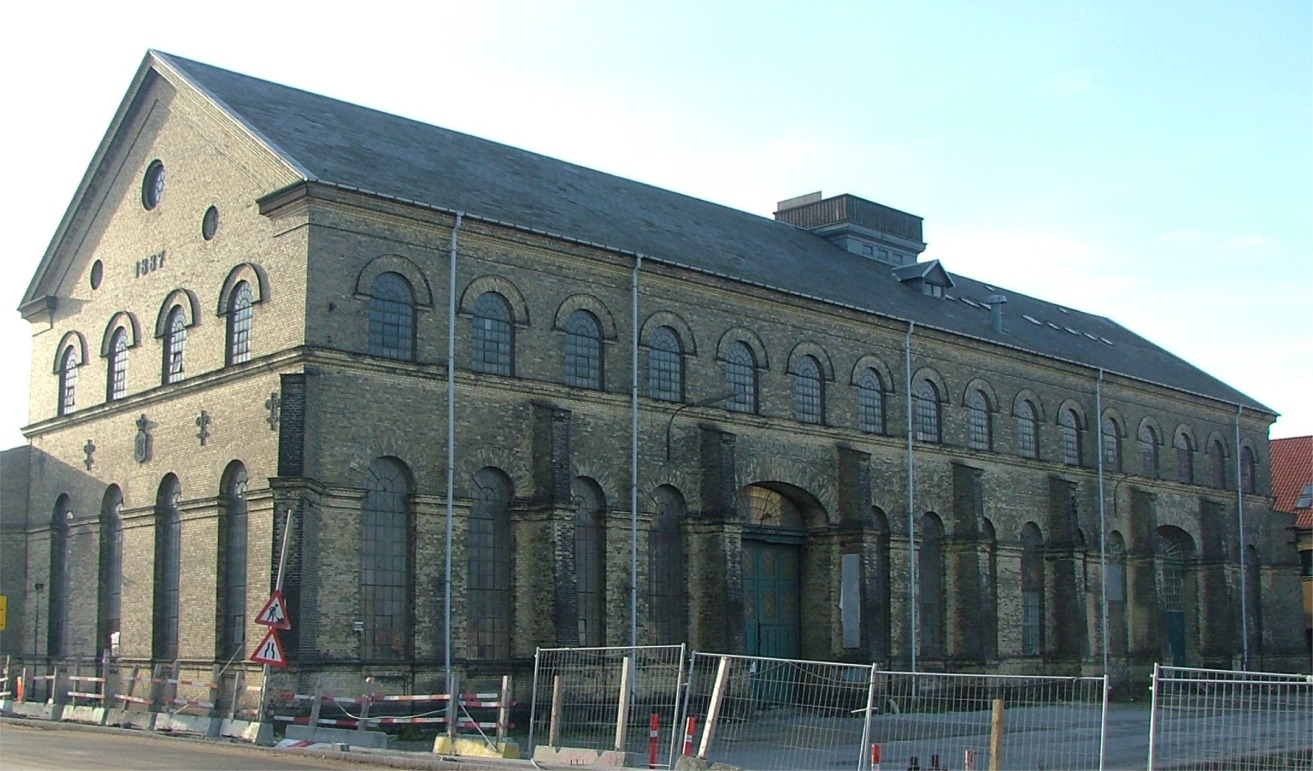
Pannsmedjan från 1887 på Orlogsværftet på Frederiksholm, byggd före varvets flytt från Nyholm till Frederiksholm

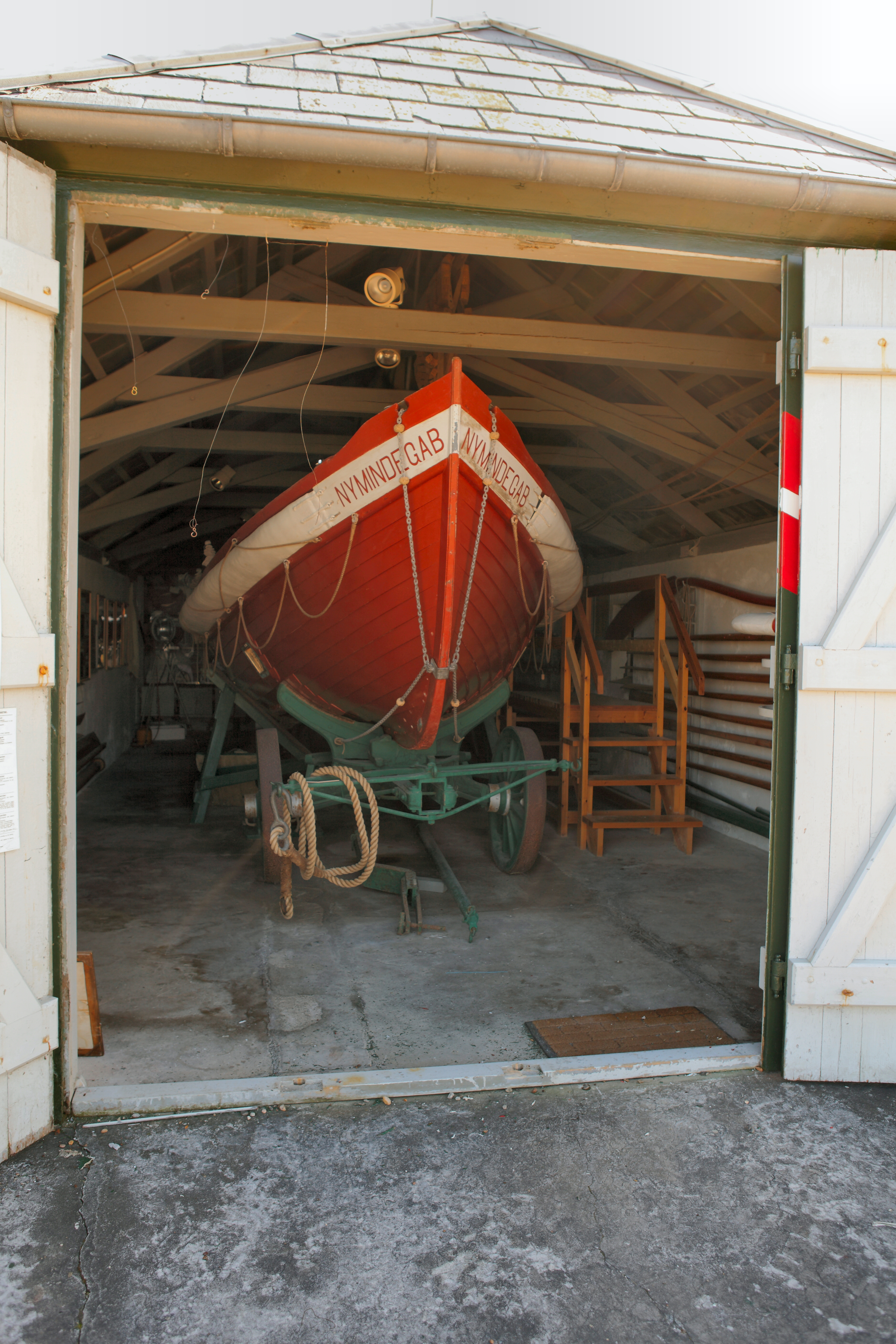
Räddningsbåt byggd 1890 i Nymindegab Redningsstation

Orlogsværftet var ett tidigare danskt skeppsvarv, som stod för nybyggnation och underhåll av fartygen i den danska marinen, som också formellt sett var dess ägare. Varven var beläget på Flådestation Holmen och namnet "Orlogsværftet" används sedan 1866 också som generell beteckning för området omkring Holmen.
Varvet som institution grundades av kung Hans på 1500-talet och först på Slotsholmen. Det flyttades till Bremerholm och senare 1690 till Nyholm. Det var fram till 1800-talet Danmarks ledande skeppsvarv, där det byggdes torpedbåtar, pansarskepp och ubåtar. Varvsverksamheten flyttades 1924 till Frederiksholm och Dokøen som en civil verksamhet under Marineministeriet. 
År 1970 levererade Orlogsværftet sitt sista nybyggda fartyg, ubåten Nordkaperen, och det fungerade därefter fram till nedläggningen 1992 som reparationsvarv. 
Området omkring det tidigare varvet är ett av Kulturarvsstyrelsen utsett industriminne, och några av byggnaderna på Holmen är dessutom fredade.

## Orlogsværftets fabriksmästare och direktörer
- 1692–1727 fabriksmästare Olaus Judichær
- 1729–1739 fabriksmästare Knud Nielsen Benstrup
- 1739–1758 fabriksmästare Diderich de Thurah
- 1758–1772 fabriksmästare Friderich Michael Krabbe
- 1772–1787 fabriksmästare Henrik Gerner
- 1790–1796 fabriksmästare Ernst Wilhelm Stibolt
- 1796–1797 kaptenlöjtnant Frantz C. Hohlenberg (tillförordnad)
- 1797–1803 fabriksmästare Frantz C. Hohlenberg
- 1803–1814 Kollektiv ledning
- 1814–1846 fabriksmästare Andreas Schifter
- 1848–1864 fabriksmästare Otto Frederik Suenson
- 1864 –1883 direktör Nicolai Elias Tuxen
- 1883–1895 direktör Knud Christian Julius Nielsen
- 1895–1920 direktör Jean Charles Tuxen
- 1920–1925 direktör Einar Adolph
- 1926–1959 direktör Niels Knud Nielsen
- 1959–1969 direktör Hans Henrik Schou-Pedersen
- 1969–1981 direktör Kaj Stundsig-Larsen
- 1981–1989 direktör Hans Peter Jacobsen
- 1989–1995 direktör P.H. Bøwing Nielsen (tillförordnad)